# Setoxylobates foveolatus
Setoxylobates foveolatus är en kvalsterart som beskrevs av Balogh och Sandór Mahunka 1967. Setoxylobates foveolatus ingår i släktet Setoxylobates och familjen Protoribatidae. Inga underarter finns listade i Catalogue of Life.